# Баланс загроз
Бала́нс загро́з (англ. balance of threat) — теорія у міжнародних відносинах, що пояснює рівновагу міжнародної системи на основі паритету між рівнем загроз від різних суб’єктів світової політики; є окремим випадком і доповненням до теорії балансу сил.

## Історія
Теорію балансу загроз уперше запропонував 1985 учений С.М. Волт у статті «Формування альянсів і баланс світової сили» (ориг. «Alliance Formation and the Balance of World Power»): «держави намагаються балансувати не стільки силу, скільки загрози, що йдуть від інших держав; вони реагують не на силу як таку, а на загрозу, що виходить від іншої держави чи групи держав. Це випливало з того, що загрози, власне, і є проекцією сили». Таким чином, держава пов’язує власну безпеку не із встановленням балансу сил, а із розумінням рівня і небезпеки загроз. С. М. Волт визначив чотири елементи загрози:
- сукупну силу;
- географічну близькість;
- наступальну спроможність;
- наступальні наміри.

Баланс загроз відбувається шляхом нарощування власної сили та/або створенням міждержавних альянсів, виходячи з усвідомлення рівня загроз. Прикладом цьому може слугувати створення 1949 Організації Північноатлантичного договору (НАТО) з метою збалансувати загрози безпеці держав Західної Європи і Північної Америки, що виходили від СРСР. Необхідність балансу загроз також пов’язана із виникненням безпекових загроз, що виходять не лише від держав, але і недержавних акторів, зокрема носіїв міжнародного тероризму, транснаціональної злочинності тощо.